# Urra
Urra é uma povoação portuguesa sede da Freguesia de Urra do Município de Portalegre, freguesia com 129,56 km² de área e 1701 habitantes (censo de 2021), tendo, por isso, uma densidade populacional de 13,1 hab./km².
A freguesia de Urra é constituída pelas aldeias da Urra (sede de freguesia), Caia (antigamente designada por Caiola) e de São Tiago.
Em área é a maior freguesia de todo o Distrito de Portalegre.

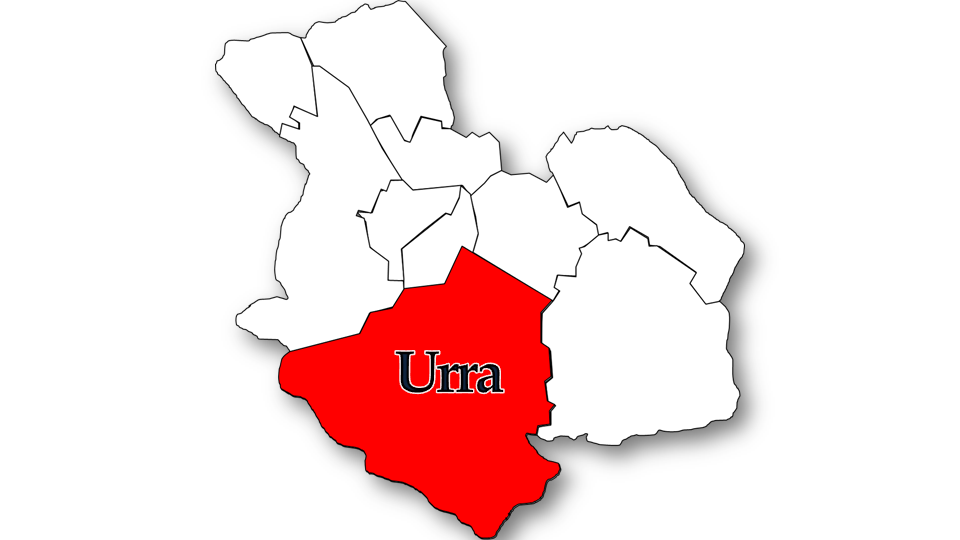
Localização no Município de Portalegre

## Demografia
Nota: Nos censos de 1890 e 1900 estava anexada à Freguesia da Sé (decreto de 24/04/1879)
A população registada nos censos foi:
| Distribuição da População por Grupos Etários | Distribuição da População por Grupos Etários | Distribuição da População por Grupos Etários | Distribuição da População por Grupos Etários | Distribuição da População por Grupos Etários |
| -------------------------------------------- | -------------------------------------------- | -------------------------------------------- | -------------------------------------------- | -------------------------------------------- |
| Ano                                          | 0-14 Anos                                    | 15-24 Anos                                   | 25-64 Anos                                   | > 65 Anos                                    |
| 2001                                         | 263                                          | 261                                          | 1087                                         | 506                                          |
| 2011                                         | 218                                          | 165                                          | 1012                                         | 539                                          |
| 2021                                         | 180                                          | 144                                          | 864                                          | 513                                          |